# Одинадцять хвилин
«Одинадцять хвилин» (порт. Onze Minutos) — роман бразильського письменника Пауло Коельйо; опублікований у 2003 році. Це роман про любов, про секс, про те, як два тіла вчаться розмовляти одне з одним мовою жаги. Українською мовою був виданий у 2011 році видавництвом НКП.

## Сюжет
Марія, дівчина з бразильської провінції, піддавшись на умовляння вербувальника, їде працювати в Швейцарію — танцівницею в закритому клубі. Одначе дійсність виявилася далекою від обіцянок, й Марія стає повією. Та на цьому шляху її чекає зустріч, яка змінить її саму та її життя.